# Giovanni Battista Fedolfi
Giovanni Battista Fedolfi (Montalcino, 30 ottobre 1845 – Siena, 1932) è stato un patriota e musicista italiano.

## Biografia
A 14 anni decise di seguire Giuseppe Garibaldi che incarnava quegli ideali nei quali vedeva indipendenza e democrazia. Era il 1859. Fedolfi seguì Garibaldi nella Battaglia di Bezzecca della Terza guerra d'indipendenza italiana. Fu di nuovo con lui contro le truppe pontificie nel 1867 ma l'eroe dei due mondi venne catturato e spedito a Caprera, da cui evase e si scontrò nella Battaglia di Mentana il 30 ottobre dello stesso anno. I francesi, accorsi in aiuto al papa, sbarcati a Civitavecchia, ebbero la meglio sui garibaldini. Arrestato Garibaldi, fu nuovamente rispedito a Caprera assieme ai suoi fedelissimi e Fedolfi era tra questi.
Fu in questo periodo che l'ideale socialista di Andrea Costa iniziò a farsi strada nello spirito di Fedolfi che non abbandonerà più.
Sposò la compaesana Carolina Brunacci dalla quale avrà tre figli: Olimpia nel 1879, Aldo nel 1881 ed Egle nel 1883. La famiglia visse tra Civitavecchia e Roma.
Le notizie successive sono abbastanza scarne; sappiamo che tornerà a Siena dopo il 1910 e che vivrà con la figlia Olimpia in Piazza Paparoni nella Contrada dell'Istrice, guadagnandosi da vivere come maestro di musica e facendo parte col suo violino della banda cittadina. La moglie morì a Civitavecchia a causa della Influenza spagnola anche se la data rimane incerta, ma sappiamo che iniziò a fare vittime solo nel 1918 mentre, secondo quanto è dato sapere, Fedolfi si trovava già a Siena con la figlia maggiore.
Quando aprì il primo cinema a Siena, cosiddetto "permanente" (cioè non all'interno di altre strutture, in genere teatri), il Cinema Senese, nel 1905, Fedolfi, con il suo violino, fu tra i musicisti che accompagnavano le pellicole di cinema muto.
Giovanni Battista Fedolfi morì nel 1932, un anno dopo Baldovina Vestri ed è stato forse uno degli ultimi garibaldini senesi ad essere sepolto in quello che è chiamato il Quadrilatero dei garibaldini presso il Cimitero del Laterino, che nel 2023 versa in pieno degrado. Per sua volontà testamentaria volle indossare la camicia rossa.